# Astiphromma anale
Astiphromma anale är en stekelart som först beskrevs av Holmgren 1860.  Astiphromma anale ingår i släktet Astiphromma och familjen brokparasitsteklar. Arten är reproducerande i Sverige. Inga underarter finns listade.